# Maud Watson
Maud Edith Eleanor Watson (Harrow, 9 oktober 1864 – Charmouth, 5 juni 1946) was een tennisspeelster uit Engeland en de eerste vrouwelijke winnares van Wimbledon.
Watson werd geboren in de Londense wijk Harrow, als dochter van vicaris Henry William en Emily Frances Watson.
Zij nam deel aan het eerste Wimbledontoernooi voor vrouwen in 1884 en behaalde de titel na winst in de finale tegen haar oudere zus Lilian. Eerder dat jaar had zij al het Iers kampioenschap gewonnen na winst tegen de titelverdedigster May Langrishe. In 1885 verdedigde zij met succes haar Wimbledon-titel door in de finale Blanche Bingley te verslaan. In 1886 werd op Wimbledon het Challenge-systeem geïntroduceerd voor vrouwen waardoor de titelverdedigster alleen een uitdaagwedstrijd (challenge match) hoefde te spelen tegen de winnares van het All-Comers (pretendenten)toernooi. In de uitdaagwedstrijd verloor Watson haar titel aan Bingley.
In 1887 en 1888 kon zij, mede door een polsblessure, haar eerdere successen niet herhalen.
Tijdens de Eerste Wereldoorlog werkte Watson als verpleegster – zij werd voor haar verdiensten onderscheiden met de benoeming tot Lid in de Orde van het Britse Rijk.
In 1946 overleed Watson in Charmouth, Dorset, Engeland op 81-jarige leeftijd.
| jaar | toernooi      | tegenstandster in finale | score         |
| ---- | ------------- | ------------------------ | ------------- |
| 1884 | Wimbledon     | Lilian Watson            | 6-8, 6-3, 6-3 |
| 1885 | Wimbledon (2) | Blanche Bingley          | 6-1, 7-5      |